# 邊緣戰士
《邊緣戰士》（英語：Brink），或译“邊境封鎖島”，是一款由Splash Damage开发，Bethesda Softworks发行的第一人称射击游戏，游戏在台湾的代理商台灣微軟。游戏发行于Microsoft Windows、PlayStation 3和Xbox 360平台，并于2011年5月10日在北美首发。2017年8月22日，本游戏在STEAM平台变为免费游戏，但追加下载内容仍收费。

遊戲的故事背景設定在2045年，當時由於世界海平面上升，造成整個社會體系進而崩潰，而人類最後的生存之地只剩下了Ark——一个由高科技珊瑚建造而成的海上漂浮城市。在遊戲中玩家將要從兩大勢力（維護城市的警察與反抗組織）擇一進行遊戲，其中分別有處在整潔和富有秩序的一方，以及成對比的貧窮的游擊反抗組織，而兩方陣營爭執不下的情勢也讓遊戲進行過程呈現出緊張的對抗狀態。
此遊戲的特色在於融入了跑酷的一系列動作，讓玩家在能在混亂的戰場中翻來覆去。

## 資料片
邊緣戰士的第一款資料片《Agents of Change》於2011年8月3日在 PC、Xbox 360和PlayStation 3上推出，而在推出後的前兩週，此款资料片將可免費下載，兩週之後《Agents of Change》將改回付費制官方定價為售價會是9.99美元。
《Agents of Change》地圖包中的內容物：
- 新地圖 -「Founders' Tower」與「Labs」
- 新的玩家能力 -「UAV」、「Napalm Grenade」、「Pyro Mine」、「Field Regen Unit」、「Tactical Scanner」
- 新的武器追加效果 -「Bayonets」、「Weapon Shields」
- 新服裝 -「The Sad Punk」、「The Limey」
- 新上限武器等級 - 等級將由原本的 20 級升到 24 級。